# 間宮恒行
間宮 恒行（まみや つねゆき、1948年8月17日 - ）は、日本の政治家。神奈川県大井町長（5期）、神奈川県町村会会長を務めた。
全国農業共済協会理事、神奈川県土地改良事業団体連合会会長などを歴任。

## 来歴
神奈川県足柄上郡大井町出身。神奈川県立西湘高等学校、駒澤大学経済学部経済学科卒業。不動産会社など経営、あしがら青年会議所理事長を経て、1992年、大井町議会議員（1期）。
1998年12月、大井町長に初当選。初登庁では自筆の般若心経をしたためた。「ヘルシータウン大井」を掲げ、町民の健康と財政の健全化を目指す。就任当初の1999年から毎月、広報紙に町民へのお願いや苦言「町長発詞」を掲載。町のホームページでは「五感のささやき」とタイトルを替え、2003年から連載。
神奈川県町村会会長の時には、情報システムに関する事業組合を設立して先進的なシステムを導入し、全国的なモデルケースとなる。インフラ整備や太陽光発電所の誘致、未病バレーBIOTOPIAの一部オープンなどを行う。5期連続当選し、20年に渡って町政を担う。
2018年12月21日、任期満了をもって退任。座右の銘は「公正無私」。
全国農業共済協会理事、「水土里ネットかながわ」神奈川県土地改良事業団体連合会会長、湘南ベルマーレフットサルクラブのアンバサダーを歴任。

## 受賞
- 2019年11月 旭日小綬章受章[7]